# Herrschaftsgericht Oettingen diesseits der Wörnitz
Das Herrschaftsgericht Oettingen diesseits der Wörnitz war ein Herrschaftsgericht der Fürsten zu Oettingen-Spielberg in Oettingen. Es bestand von 1818 bis 1823 und gehörte zum Rezatkreis.

## Lage
Das Herrschaftsgericht grenzte im Süden an das Herrschaftsgericht Oettingen jenseits der Wörnitz. Beide Herrschaftsgerichte waren größtenteils vom Landgericht Nördlingen umschlossen, lediglich im Osten grenzte das Herrschaftsgericht an das Landgericht Wassertrüdingen.

## Struktur

### Steuerdistrikte
Das Herrschaftsgericht wurde in 9 Steuerdistrikte aufgeteilt, die vom Rentamt Oettingen verwaltet wurden:
- Ehingen mit Beutenmühle, Breitenlohe, Erlbach, Lohe, Niederhofen und Schaffhausen;
- Fremdingen mit Bühlingen, Enslingen, Grünhof, Oppersberg und Uttenstetten;
- Heuberg mit Mörsbrunn;
- Hochaltingen mit Fallhaus, Herblingen und Nonnenbergmühle;
- Lehmingen mit Leberhof und Lochenbach;
- Munningen mit Faulenmühle und Ziegelmühle;
- Schopflohe mit Bosacker und Hausen;
- Utzwingen mit Lochmühle;
- Wechingen mit Pfladermühle und Wolfsmühle.

Vom Untergericht Aufkirchen kamen die Ruralgemeinden Aufkirchen und Dornstadt (mit Hirschbrunn) hinzu.

### Ruralgemeinden
1818 gab es die Munizipalgemeinde Aufkirchen und 15 Ruralgemeinden im Herrschaftsgericht Oettingen diesseits der Wörnitz:
- Aufkirchen
- Dornstadt mit Hirschbrunn;
- Ehingen mit Beutenmühle und Schaffhausen;
- Erlbach mit Breitenlohe;
- Fremdingen mit Bühlingen, Enslingen, Grünhof, Oppersberg, Ranstetten (vom LG Nördlingen) und Uttenstetten;
- Hausen;
- Herblingen mit Nonnenbergmühle;
- Heuberg mit Mörsbrunn;
- Hochaltingen mit Fallhaus;
- Lehmingen;
- Lochenbach mit Leberhof;
- Munningen mit Faulenmühle und Ziegelmühle;
- Niederhofen mit Lohe;
- Schopflohe mit Bosacker;
- Utzwingen mit Lochmühle;
- Wechingen mit Pfladermühle und Wolfsmühle.

Insgesamt gab es 4856 Einwohner, die sich auf 1128 Familien verteilten und in 949 Anwesen wohnten.
1823 wurde es dem neu gebildeten Stadt- und Herrschaftsgericht Oettingen einverleibt mit Ausnahme von Aufkirchen, das an das Herrschaftsgericht Mönchsroth kam.